# 火箭弹发射器

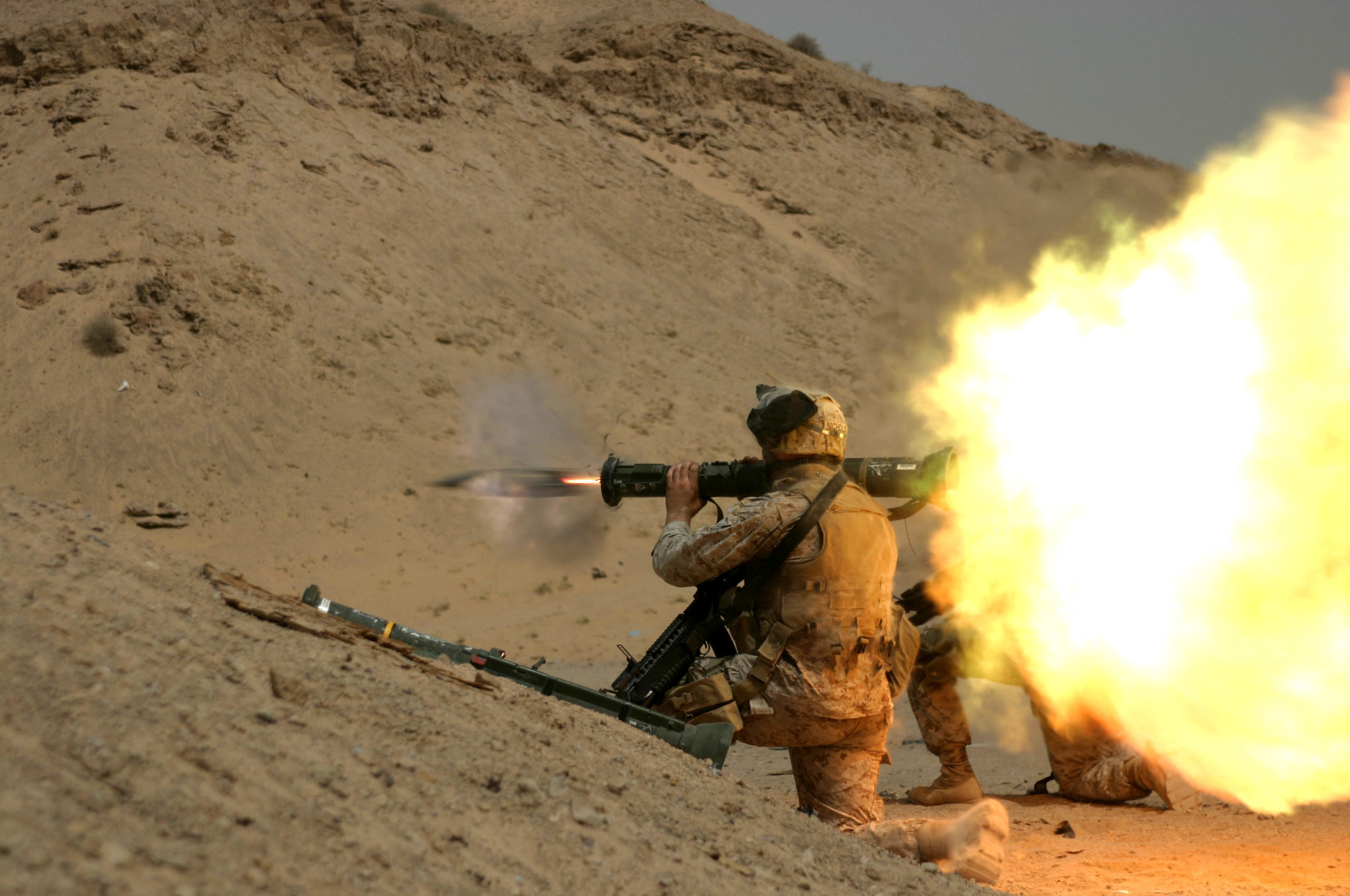
一名正在发射AT4反坦克火箭筒的士兵

火箭弹发射器（英語：Rocket launcher）是指能发射火箭弹的发射器，体积小的火箭弹发射器称为“火箭筒”，体积大、需要借助车辆、飞机携带的火箭弹发射器称为“火箭炮”。
由于外观相似，肩扛式火箭弹发射器（火箭筒）经常与无后座力炮搞混淆，无后座力炮的弹丸是出膛后没有自体动力的，而肩扛式火箭弹发射器发射的火箭弹射出后仍然由火箭发动机提供推力。

## 历史

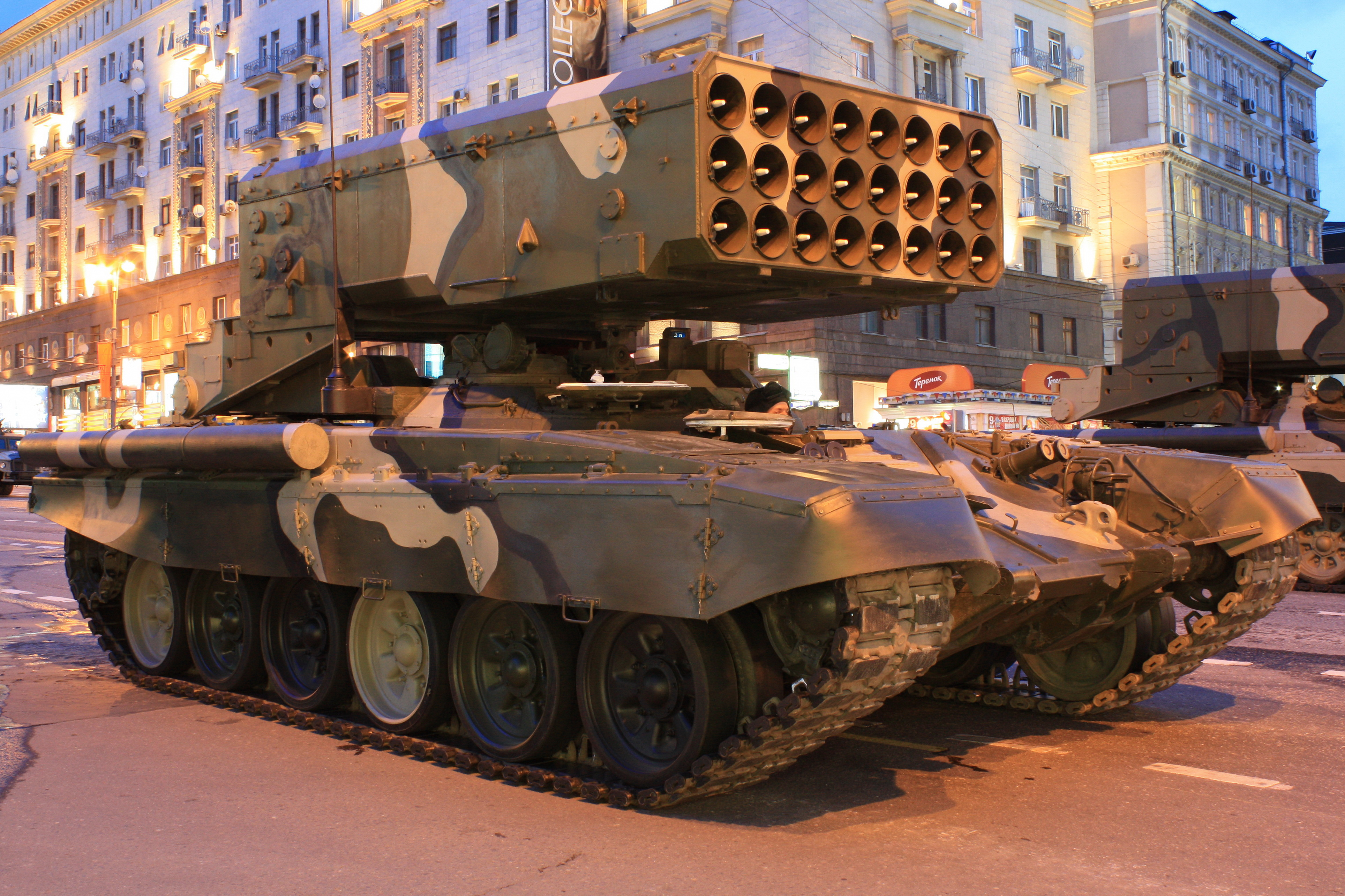
俄罗斯的TOS-1火箭炮。

1598年，中国明朝人赵士桢发明了一种叫“火箭溜”的火箭弹发射装置，火箭溜可以让火箭弹有一定的射向和射角，它被认为是火箭弹发射器的雏形。
带有爆炸物的火箭弹在近代的崛起是出于英军在拿破仑战争中的大量使用，当时发明家康格里夫的康格里夫火箭是在1799年的印度塞林加帕塔围城战中看到了印度火箭受的启发。该火箭的发射器有45公分长的射膛。
20世纪30年代，美国人亨利·莫豪普特设计出了M10榴弹，1940年，在前人的基础上，美国陆军上校莱斯利·斯金纳和中尉爱德华·乌赫尔设计出了M1火箭弹发射器来发射M10榴弹，现代意义上的火箭弹发射器——M1火箭筒正式产生。1942年，M1火箭筒大规模生产并装备部队，美军士兵把这种新型武器谑称为“巴祖卡”。
二战期间，其他国家也开发了肩扛的火箭弹发射器，纳粹德国发明了坦克杀手火箭筒。
二战期间，苏联还研发了由卡车运载的火箭弹发射器——“喀秋莎火箭炮”。
二战结束之后，各国大力发展了新式的火箭弹发射器。當中苏联的RPG-2火箭筒成為了日後火箭推進榴彈系列的佼佼者。

## 类型

### 肩扛式
目前的肩扛型火箭弹发射器有瑞典开发的AT4火箭筒，苏联开发的RPG-7火箭筒，中华人民共和国开发的69式火箭筒和89式火箭筒等。

### 火箭吊舱

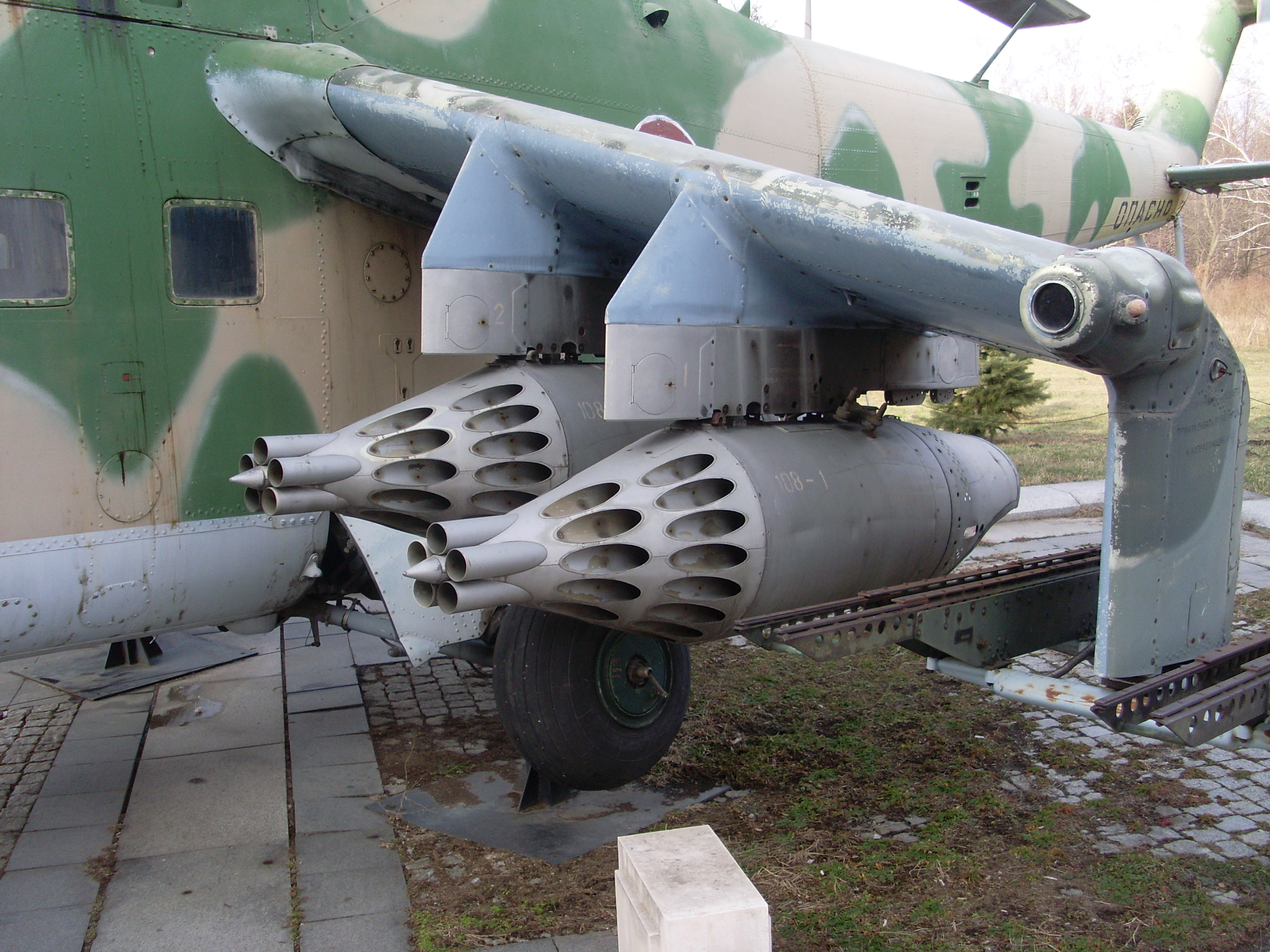
米-24武装直升机携带的UB-32火箭吊舱

火箭吊舱是通常装配在航空器（攻击机或武装直升机）上的多管火箭弹发射器，通常用于扫射进行战术轰炸和密接空中支援。比较著名的有美国的九头蛇70航空火箭弹、加拿大的CRV7航空火箭弹、俄罗斯的S-8航空火箭彈和法国的SNEB航空火箭弹。

### 火箭炮
火箭炮是装配在地面载具上的多管火箭弹发射系统，是一种用于远程曲射的炮兵武器。著名的有苏联用卡车运载的喀秋莎火箭炮、美国的M142高机动性多管火箭系统、中华人民共和国的卫士型火箭炮和03式火箭炮等。

## 例子
- 十字弓火箭筒
- 89式火箭筒
- 03式火箭炮
- M270火箭炮